# Steven Levitt

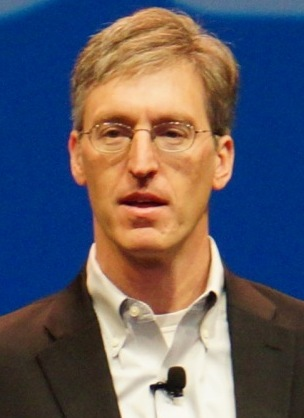
Steven Levitt

Steven David Levitt, född 1967, är en amerikansk nationalekonom. Levitt är mest känd som medförfattare (tillsammans med journalisten Stephen J. Dubner) till böckerna Freakonomics (2006), SuperFreakonomics (2009) och Tänk som ett freak (2014).
Steven D. Levitt avlade kandidatexamen vid Harvard för att sedan doktorera vid Massachusetts Institute of Technology 1997. Idag är han professor vid University of Chicago.
Levitt har blivit utsedd till den främsta ekonomen under fyrtio år i USA (2004) och har av tidningen Times beskrivits som en av de hundra människorna ”som formar vår värld”.